# 熊野三所権現長光
熊野三所権現長光（くまのさんしょごんげんながみつ）は、鎌倉時代に作られたとされる日本刀（太刀）である。日本の国宝に指定されており、大阪府茨木市にある株式会社ブレストシーブが収蔵している。

## 概要

### 刀工・長船長光について
鎌倉時代に備前で活躍した長船派（おさふねは）の刀工・長光により作られた太刀である。長光は長船派の祖として知られる光忠の実子とされており、初期は光忠とよく似た非常に華やかな刃文（はもん）を焼く一方、晩年になると落ち着いた作風へと変貌するなど時期によって作風が異っている。古刀期の中でも在銘作が多い刀工とも知られている。なお、長光はすべての刀工の中で国指定文化財に指定されている作品が多い刀工であり、うち6振りが国宝に指定されており、重要文化財に指定されたものも33振り存在している。

### 名前の由来および安土桃山時代の伝来
熊野三所権現長光の名前の由来は、茎（なかご、柄に収まる手に持つ部分）に「熊野三所権現 長光」と銘が切られていることによる。本作の保存に関与している日本刀剣博物技術研究財団の解説によれば、元寇襲来の際に朝廷が元軍の撃退祈願の護摩焚きを行う時に使用するために作刀されたものであり、後に熊野大社へ奉納されたものとされている。後に熊野大社から熊野を拠点に活動していた豪族である九鬼氏の許へ渡ったものとされている。その後、九鬼氏は織田信長の重臣である滝川一益の仲介により信長の家臣に取り立てられたため、家臣取り立てに際して本作を献上したとしている。信長没後は豊臣秀吉の所蔵となり、更に上杉景勝が上洛の際に秀吉より拝領したとされる。なお、その際に、現在まで伝来している本作の天正上杉拵も造られたと推測される。

### 関ヶ原の戦い以降
さらに上杉家から徳川将軍家へ本作が伝来するが、その経緯として日本刀剣博物技術研究財団の解説によれば、関ヶ原の戦いに於いて西軍に付いていた上杉家は石高120万石から30万石に改易され、更にお家断絶の危機に直面していた。上杉家家老であった直江兼続が将軍家と交渉し、豊臣家から徳川家へと忠誠を改めたことを証明するものとして、秀吉からもらい受けた本作を徳川家へ献上したものを推察している。以降は徳川家に伝来していたが、1717年（享保2年）には、これまで務めていた寺社奉行兼奏者番の功をねぎらって8代将軍吉宗から福知山藩2代藩主である朽木稙元へ下賜された。この際に本阿弥光林の取次によって金八枚の折紙が出されており、本阿弥家の『留帳』には本作に遺されていた疵についての記述がある。

### 明治時代以降
以降は朽木家に伝来していたが、明治時代以降に朽木家を離れて細川利文子爵の許へ渡る。1931年（昭和6年）1月19日には細川利文子爵名義で国宝保存法に基づく国宝（旧国宝）に指定される。1948年（昭和23年）に売りに出されて個人蔵となったのち、1952年（昭和27年）11月22日には、文化財保護法に基づく国宝（新国宝）に指定される。なお、所有者は刀剣研究家である佐藤寒山から、1993年時点では荒井八郎が所有していた。その後、間もなく、西島洋司（医療法人親和会西島病院 理事長）が2017年頃まで所有。2020年現在では株式会社ブレストシーブが所有しており、大阪府茨木市にある日本刀剣博物技術研究財団が保存に関与している。

## 作風

### 刀身
刃長（はちょう、刃部分の長さ）は75.0センチメートルがある。造込（つくりこみ）は鎬造（しのぎつくり、平地<ひらじ>と鎬地<しのぎじ>を区切る稜線が刀身にあるもの）であり、棟は庵棟（いおりむね、刀を背面から断面で見た際に屋根の形に見える棟）となっている。反り（切先から鎺元まで直線を引いて直線から棟が一番離れている長さ）は2.9センチメートルあり、腰反り（反りが一番大きいポイントが鎺元に近い位置にあること）となっている。切先（きっさき、刃の先端部分）は小切先である。
鍛えは、小板目（こいため、板材の表面のような文様のうち細かく詰まったもの）がよく詰んでおり、乱れ映り（刀身に光をかざしてみたときに乱れの様にみえること）が鮮やかに立っている。茎（なかご、柄に収まる手に持つ部分）長は21.2センチメートルあり、僅かに茎を伏せているが生ぶ茎（磨り上げなどをしていない作刀当初のままの茎）で健全である。

### 用語解説
- 作風節のカッコ内解説及び用語解説については、個別の出典が無い限り、刀剣春秋編集部『日本刀を嗜む』に準拠する。

1. ↑  「造込」は、刃の付け方や刀身の断面形状の違いなど形状の区分けのことを指す[9]。
2. ↑  「鍛え」は、別名で地鉄や地肌とも呼ばれており、刃の濃いグレーや薄いグレーが折り重なって見えてる文様のことである[10]。これらの文様は原料の鉄を折り返しては延ばすのを繰り返す鍛錬を経て、鍛着した面が線となって刀身表面に現れるものであり、1つの刀に様々な文様（肌）が現れる中で、最も強く出ている文様を指している[10]。